# Kuglački klub Poštar Split
Kuglački klub Poštar je hrvatski kuglački klub iz Splita. 

## Uspjesi
- prvenstvo Jugoslavije: 
  - prvaci (međunarodni način): 1968., 1972.
  - prvaci (narodni način): 1967., 1970., 1976.
  - doprvaci (međunarodni način): 1971., 1976.
  - doprvaci (narodni način): 1966.

- prvenstvo SR Hrvatske:
  - prvaci (međunarodni način): 1981., 1989.

- Europski kup prvaka:
  - prvaci: 1969.[1]
  - doprvaci: 1970., 1973.

## Unutrašnje poveznice
- Kuglački klub Poštar Split (žene)

## Vanjske poveznice
- kkpostar.hr - službene stranice
- aplikacija.kuglanje.hr, Kuglački klub Poštar  Arhivirana inačica izvorne stranice od 21. veljače 2021. (Wayback Machine)